# 鬼滅之刃劇場版 無限城篇
《鬼滅之刃劇場版 無限城篇》，是改編自吾峠呼世晴著作漫畫系列《鬼滅之刃》的日本動畫電影系列，由近藤光擔任總導演，外崎春雄執導，ufotable負責製作、編劇。
該片分成三章上映，第一章《猗窩座再襲》於2025年7月18日在日本上映。故事承接電視動畫系列第四季《柱訓練篇》。

## 登場角色
| 角色                          | 配音員         | 配音員         | 備註     |
| 角色                          | 日本           | 臺灣           | 備註     |
| 主要角色                      | 主要角色       | 主要角色       | 主要角色 |
| ----------------------------- | -------------- | -------------- | -------- |
| 竈門炭治郎                    | 花江夏樹       | 錢欣郁         |          |
| 竈門禰豆子                    | 鬼頭明里       | 連婉鈞         |          |
| 我妻善逸                      | 下野紘         | 江志倫         |          |
| 嘴平伊之助                    | 松岡禎丞       | 陳彥鈞         |          |
| 栗花落香奈乎                  | 上田麗奈       | 連婉鈞         |          |
| 不死川玄彌                    | 岡本信彥       | 蔣鐵城         |          |
| 富岡義勇 （水柱）             | 櫻井孝宏       | 陳彥鈞         |          |
| 胡蝶忍 （蟲柱）               | 早見沙織       | 馮嘉德         |          |
| 時透無一郎 （霞柱）           | 河西健吾       | 馮嘉德         |          |
| 甘露寺蜜璃 （戀柱）           | 花澤香菜       | 錢欣郁         |          |
| 伊黑小芭內 （蛇柱）           | 鈴村健一       | 江志倫         |          |
| 不死川實彌 （風柱）           | 關智一         | 陳彥鈞         |          |
| 悲鳴嶼行冥 （岩柱）           | 杉田智和       | 黃天佑         |          |
| 鬼舞辻無慘 （鬼王）           | 關俊彥         | 于正昇         |          |
| 黑死牟 （上弦之壹）           | 置鮎龍太郎     | 夏治世         |          |
| 童磨 （上弦之貳）             | 宮野真守       | 李世揚         |          |
| 猗窩座／狛治 （上弦之參）     | 石田彰         | 何志威         |          |
| 鬼殺隊「柱」                  |                |                |          |
| 煉獄杏壽郎 （炎柱）           | （劇中無台詞） | （劇中無台詞） | [ 註 2 ] |
| 宇髄天元 （前音柱）           | 小西克幸       | 于正昇         |          |
| 產屋敷家                      |                |                |          |
| 產屋敷耀哉                    | 森川智之       | 蔣鐵城         |          |
| 產屋敷輝利哉                  | 悠木碧         | 錢欣郁         |          |
| 產屋敷彼方                    | 井澤詩織       | 連婉鈞         |          |
| 產屋敷杭奈                    | 高野麻里佳     | 馮嘉德         |          |
| 鬼殺隊相關者                  |                |                |          |
| 鱗瀧左近次                    | 大塚芳忠       | 孫中台         |          |
| 桑島慈悟郎                    | 千葉繁         | 林谷珍         |          |
| 煉獄槇壽郎                    | 小山力也       | 于正昇         |          |
| 胡蝶香奈惠                    | 茅野愛衣       | 林美秀         |          |
| 竈門家                        |                |                |          |
| 竈門炭十郎                    | 三木真一郎     | 黃天佑         |          |
| 竈門葵枝                      | （劇中無台詞） | （劇中無台詞） | [ 註 3 ] |
| 竈門竹雄                      | 大地葉         | 馮嘉德         |          |
| 竈門花子                      | 小原好美       | 錢欣郁         |          |
| 竈門茂                        | 本渡楓         | 連婉鈞         |          |
| 竈門六太                      | （劇中無台詞） | （劇中無台詞） | [ 註 4 ] |
| 反鬼派                        |                |                |          |
| 珠世                          | 坂本真綾       | 馮嘉德         |          |
| 愈史郎                        | 山下大輝       | 江志倫         |          |
| 鬼殺隊士                      |                |                |          |
| 村田                          | 宮田幸季       | 蔣鐵城         |          |
| 竹內                          | 千葉翔也       | 黃天佑         |          |
| 島本                          | 石毛翔彌       | 江志倫         |          |
| 野口                          | 阿座上洋平     | 陳彥鈞         |          |
| 鎹鴉                          |                |                |          |
| 天王寺松衛門 （炭治郎的鎹鴉） | 山崎巧         | 江志倫         | [ 註 5 ] |
| 橡子丸 （伊之助的鎹鴉）       | 島田敏         | 蔣鐵城         | [ 註 5 ] |
| 寬三郎 （義勇的鎹鴉）         | 山路和弘       | 黃天佑         | [ 註 5 ] |
| 其他鎹鴉                      | 鹽屋翼         | 于正昇         | [ 註 5 ] |
| 其他鎹鴉                      | 神奈延年       | 林谷珍         | [ 註 5 ] |
| 鬼                            |                |                |          |
| 鳴女 （上弦之肆）             | 井上麻里奈     | 馮嘉德         | [ 註 6 ] |
| 獪岳 （上弦之陸）             | 細谷佳正       | 黃天佑         |          |
| 其他角色                      |                |                |          |
| 狛治的父親                    | 飛田展男       | 孫中台         |          |
| 慶藏                          | 中村悠一       | 夏治世         |          |
| 戀雪                          | Lynn           | 林美秀         |          |
| 童磨的父親                    | 濱田賢二       | 蔣鐵城         |          |
| 童磨的母親                    | 名塚佳織       | 連婉鈞         |          |

## 製作
2024年7月1日，官方在電視動畫系列《鬼滅之刃》第4季最終話宣佈該片的製作決定動畫電影，同时公开特报PV、先导视觉图，并确认该片分为三章上映。12月9日，釋出第二波視覺圖及特報影片。
2025年3月1日，該片公開先導PV與主視覺圖，並宣布第一章於2025年7月18日在日本上映。6月28日，釋出第二彈預告及全新主視覺圖，並公開第一章副標題為《猗窩座再襲》，同時宣布雙主題曲《不會升起太陽的世界》和《殘酷之夜的閃耀》分別由Aimer和LiSA演唱。

### 製作人員
來源：
- 原作：吾峠呼世晴《鬼滅之刃》（集英社《週刊少年Jump》連載）
- 導演：外崎春雄
- 人物設計、首席動畫監督：松島晃
- 副人物設計：佐藤美幸、梶山庸子、菊池美花
- 道具設計：小山將治
- 美術導演：矢中勝、樺澤侑里
- 美術監修：衛藤功二
- 攝影導演：寺尾優一
- 3D導演：西脇一樹
- 色彩設計：大前祐子
- 剪輯：神野學
- 音樂：梶浦由記、椎名豪
- 音樂製作：Aniplex
- 編劇、動畫製作：ufotable
- 總導演：近藤光
- 發行公司：東寶、Aniplex
- 製作：Aniplex、集英社、ufotable

## 主題曲
第一章《猗窩座再襲》
不會升起太陽的世界
演唱：Aimer
作词：近藤光；作曲：椎名豪；编曲：椎名豪、宫野幸子
殘酷之夜的閃耀
演唱：LiSA
作词、作曲、编曲：梶浦由记

## 票房

### 日本
本作在2025年7月18日於日本上映後，隨即打破日本影史多個票房紀錄。開畫首日票房約16億日圓，觀影人數約115萬人次，超越前作劇場版《無限列車篇》成爲日本史上平日開畫票房冠軍；而首三天票房突破55億日圓，觀影人數累計至約384萬人次，同時打破最高周末開畫票房、最高單日票房和單日最多觀影人數三項日本記錄。上映8日突破100億日圓，為日本影史上最快達成此紀錄的電影。上映13日突破146億日圓，超越《名偵探柯南：獨眼的殘像》成爲2025年日本電影票房冠軍。上映31日突破257億日元，超越《冰雪奇緣》成為日本影史票房第4名。
|                                     | 觀影人數 （萬人） | 觀影人數 （萬人） | 觀影人數 （萬人） | 票房 （億日圓） | 票房 （億日圓） | 備註 |
| 週末                                | 週末              | 累積              | 週末              | 累積            |                 | 備註 |
| ----------------------------------- | ----------------- | ----------------- | ----------------- | --------------- | --------------- | --- |
| 第1星期週末 （2025年7月18日－20日） | 第1名             | 384.3             | 384.3             | 55.2            | 55.2            | 截至7月21日（日本公眾假期），累計票房73.2億日圓，觀影人數516.4万人次。 打破最高開畫票房、最高單日票房（平日、週末）和單日最多觀影人數（平日、週末）三項日本影史紀錄。 |
| 第2星期週末 （7月25日－27日）       | 第1名             | 212.1             | 910.4             | 31.0            | 128.7           | 上映8日票房突破100億日圓，成為日本影史上最快累積100億日圓票房的電影。                                                                                                 |
| 第3星期週末 （8月1日－3日）         | 第1名             | 174.0             | 1255.9            | 24.6            | 176.4           | 在此周成爲2025年日本电影票房冠军以及日本最高電影票房排行第10名。 |
| 第4星期週末 （8月8日－10日）        | 第1名             | 130.9             | 1569.8            | 19.1            | 220.7           | 上映23日票房突破200億日圓，成為日本影史上最快累積200億日圓票房的電影。                                                                                                |
| 第5星期週末 （8月15日－17日         | 第1名             | 121.8             | 1827.3            | 18.7            | 257.8           | 在此周成爲日本最高電影票房排行第4名。 |

| 上一届： 《國寶》 | 2025年日本週末票房冠軍 第29-33週 | 下一届： |

### 台灣
首3天預售票房已超過4000萬新台幣，首週7天預售票已突破5300萬新台幣，打破台灣影史所有預售紀錄。上映首日票房突破5207萬新台幣。上映首2天票房累積突破1.1億新台幣。上映首7天票房累積突破2.81億新台幣，成為臺灣影史日本電影第3名。上映首8天票房累積突破3億新台幣，觀影人數突破100萬人，成為臺灣影史動畫電影第8名。
| 上一届： 《F1電影》 | 2025年台北週末票房冠軍 第32-33週 | 下一届： |

### 香港
上映首日票房突破730萬港元，打破《哪吒之魔童闹海》在2月創下的667萬港元開畫紀錄，成為本年度香港開畫票房冠軍。上映3日票房突破2000萬港元。
| 上一届： 《F1電影》 | 2025年香港一週票房冠軍 第32週 | 下一届： |
| 上一届： 《F1電影》 | 2025年香港週末票房冠軍 第33週 | 下一届： |

### 韓國
截至2025年8月14日，預售票房為48.87億韓元。

## 腳註

### 來源
1. ↑  映画ナタリー編集部. . 映画ナタリー. 2025-03-01 （日語）.
2. ↑  . 國家電影及視聽文化中心. 2025-08-12.
3. ↑  . Box Office Mojo. IMDb.   [2025-07-18].
4. 1 2  . Comic Natalie. 2025-03-01  [2025-03-02]. （原始内容存档于2025-03-20） （日语）.
5. ↑  . MANTANWEB. 2025-03-01  [2025-03-02] （日语）.
6. ↑  . アニメイトタイムズ.   [2025-08-12]. （原始内容存档于2025-07-26）.
7. ↑  《劇場版「鬼滅之刃」無限城篇 第一章 猗窩座再襲》聲優名單. Muse木棉花於Facebook. 2025-08-01 [2025-08-12]
8. ↑  . Natalie. 2024-07-01  [2024-07-01]. （原始内容存档于2024-08-29） （日语）.
9. ↑  . ORICON NEWS. 2024-07-01  [2024-07-01] （日语）.
10. ↑  . Natalie. 2024-12-09  [2024-12-10] （日语）.
11. ↑  . シネマトゥデイ. 2024-12-09  [2024-12-10] （日语）.
12. ↑  . 2025-03-01  [2025-03-02]. （原始内容存档于2025-03-17） （日语）.
13. ↑  . 2025-06-28  [2025-06-28]. （原始内容存档于2025-06-28） （日语）.
14. 1 2 3  . Comic Natalie. 2025-06-29  [2025-06-29]. （原始内容存档于2025-07-25） （日语）.
15. ↑  . 『劇場版「鬼滅の刃」無限城編 』第一章 猗窩座再来』 公式サイト.   [2025-08-12]. （原始内容存档于2025-06-18）.
16. ↑  . ORICON NEWS. 2025-07-22  [2025-07-22]. （原始内容存档于2025-07-26） （日语）.
17. ↑  . 讀賣新聞. 2025-07-22  [2025-07-22]. （原始内容存档于2025-07-22） （日语）.
18. ↑  . 朝日新聞. 2025-07-28  [2025-07-29]. （原始内容存档于2025-07-29） （日语）.
19. ↑  . Anime!Anime!. 2025-08-18  [2025-08-21] （日语）.
20. ↑  . CinemaToday. 2025-07-22  [2025-07-22]. （原始内容存档于2025-07-26） （日语）.
21. ↑  . CINEMAランキング通信. 2025-07-22  [2025-07-22] （日语）.
22. ↑  . CinemaToday. 2025-07-28  [2025-07-29]. （原始内容存档于2025-07-30） （日语）.
23. ↑  . CINEMAランキング通信. 2025-07-28  [2025-07-29] （日语）.
24. ↑  . CinemaToday. 2025-08-04  [2025-08-07] （日语）.
25. ↑  . CINEMAランキング通信. 2025-08-04  [2025-08-07]. （原始内容存档于2025-08-11） （日语）.
26. ↑  . ORICON NEWS. 2025-08-04  [2025-08-04].
27. ↑  . CinemaToday. 2025-08-12  [2025-08-18] （日语）.
28. ↑  . CINEMAランキング通信. 2025-08-12  [2025-08-18]. （原始内容存档于2025-08-14） （日语）.
29. ↑  . 日刊體育. 2025-08-12  [2025-08-14] （日语）.
30. ↑  . ORICON NEWS. 2025-08-12  [2025-08-12].
31. ↑  . CinemaToday. 2025-08-18  [2025-08-21] （日语）.
32. ↑  . CINEMAランキング通信. 2025-08-18  [2025-08-21] （日语）.
33. ↑  . 日刊體育. 2025-08-18  [2025-08-21] （日语）.
34. ↑  . ETtoday星光雲. 2025-08-08  [2025-08-10] （中文（繁體））.
35. ↑  Anjohn. . Yahoo!新聞. 2025-08-12  [2025-08-14].
36. ↑  . 4Gamers. 2025-08-10  [2025-08-10].
37. ↑  王祖鵬. . TNL The News Lens 關鍵評論網. 2025-08-15  [2025-08-15].
38. ↑  MrSun. . Yahoo!新聞. 2025-08-17  [2025-08-17].
39. ↑  許育民. . 香港01. 2025-08-16  [2025-08-17].
40. ↑  . am730.   [2025-08-17].
41. ↑  廖俐惠. . 自由時報. 2025-08-14  [2025-08-14].

## 外部連結
- 官方网站 （日語）
- 互联网电影数据库（IMDb）上《鬼滅之刃劇場版 無限城篇》的资料（英文）
- 爛番茄上《鬼滅之刃劇場版 無限城篇》的資料（英文）
- AllMovie上《鬼滅之刃劇場版 無限城篇》的资料（英文）
- Box Office Mojo上《鬼滅之刃劇場版 無限城篇》的资料（英文）
- Metacritic上《鬼滅之刃劇場版 無限城篇》的資料（英文）
- 開眼電影網上《鬼滅之刃劇場版 無限城篇》的資料（繁體中文）
- 豆瓣电影上《鬼滅之刃劇場版 無限城篇》的資料 （简体中文）
- 时光网上《鬼滅之刃劇場版 無限城篇》的資料（简体中文）